# Pfarrkirche Ertl

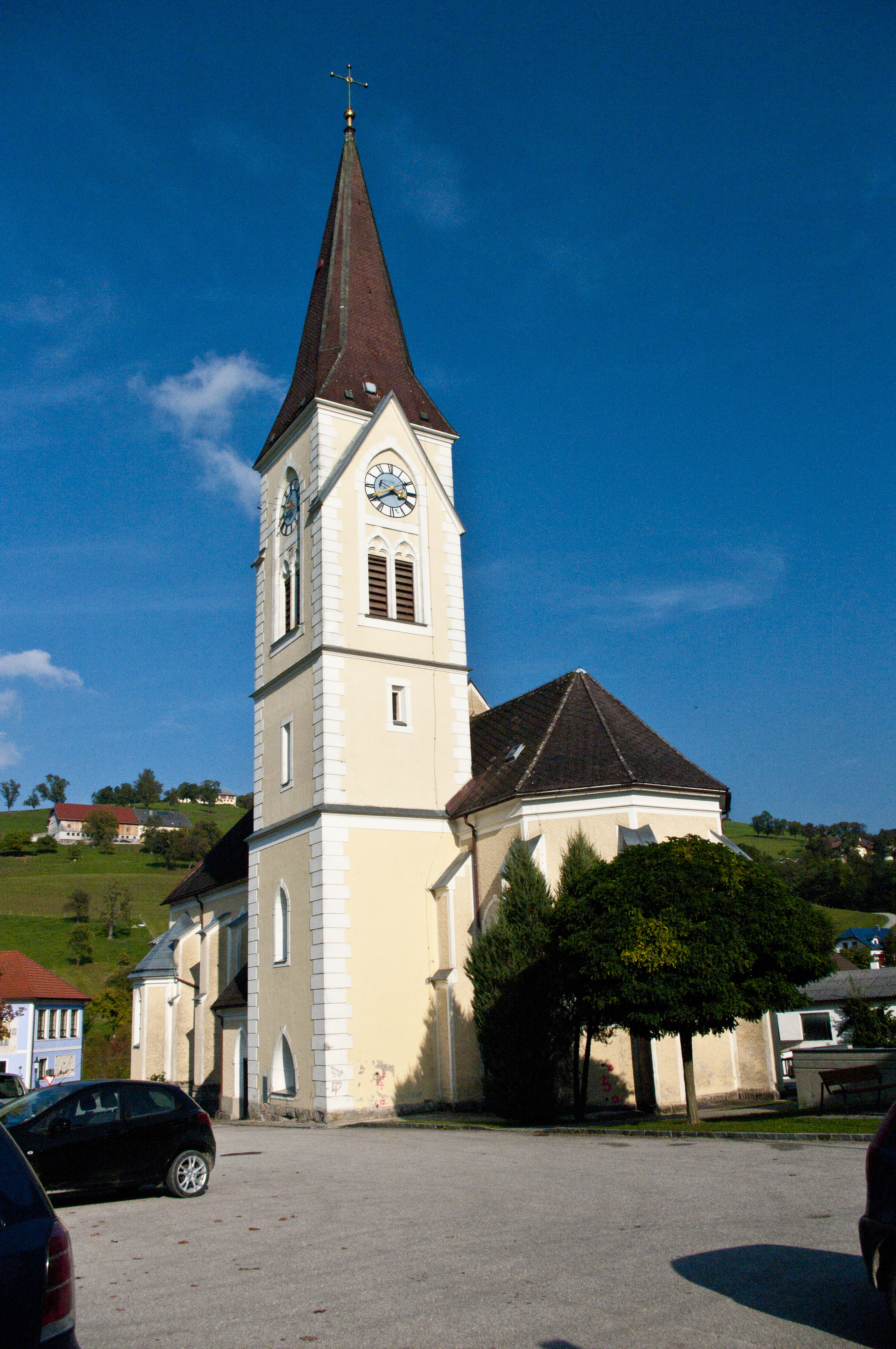
Katholische Pfarrkirche Heilige Familie in Ertl

Die Pfarrkirche Ertl steht mittig im Ort der Gemeinde Ertl im Bezirk Amstetten in Niederösterreich. Die auf die Heilige Familie geweihte römisch-katholische Pfarrkirche gehört zum Dekanat Haag in der Diözese St. Pölten. Die Kirche steht unter Denkmalschutz (Listeneintrag).

## Geschichte
Die Kirche wurde von 1901 bis 1914 nach den Plänen des Architekten Franz Pichlwanger erbaut und 1930 zur Pfarrkirche erhoben. 1975 wurde die Kirche innen und 1990 außen restauriert.

## Architektur
Die neugotische Saalkirche mit einem eingezogenen Polygonalchor und einem Chorseitenturm ist nach Südwesten orientiert.
Das Kirchenäußere zeigt einen einheitlichen Kirchenbau mit Rieselputz und Glattputzeinfassungen auf einem rustizierten Sockel mit zwei- und dreibahnigen Maßwerkfenstern zwischen abgetreppten Strebepfeilern. Das Langhaus aus 1907/1913 unter einem Schopfwalmdach zeigt Blendmaßwerk und hat im Nordwesten einen Vorbau, und im Norden einen polygonalen Emporenaufgang mit einem Spitzbogenfenster, und in der nordöstlichen Mittelachse eine giebelständige Eingangsvorhalle mit einem Rechteckportal in einer Spitzbogennische, darüber eine Giebelnische mit der Skulptur Heilige Familie des Bildhauers Kunibert Zinner 1981, das innere Portal zum Langhaus ist profiliert und spitzbogig. Der Chor aus 1901/1902 mit gleicher Traufhöhe ist niedriger bedacht. Der vortretende Turm aus 1901 bis 1909 im nördlichen Chorwinkel trägt eine Spitzhelm, er zeigt eine Gesimsgliederung und Ortquadrierung, Turmuhr über Doppelschallfenstern, an zwei Seiten mit Blendgiebel.
Das Kircheninnere zeigt sich einheitlich neugotisch mit Kreuzrippengewölben auf groß dimensionierten Konsolen. Das vierjochige Langhaus mit einem vierungsartig ausgeweiteten und durch Gurtbögen abgeteilten Jochschritt hat im nordöstlichen Joch eine traversenunterwölbte Orgelempore mit einer gezimmerten Blendmaßwerkbrüstung auf kompositen Gusseisensäulen. Der Triumphbogen ist eingezogen und abgefast. Der zweijochige Chor unter einem Kreuzrippengewölbe schließt mit einem Fünfachtelschluss.
Die figuralen Glasmalereien im Fenstermaßwerk sind aus 1902 bis 1914, im Langhaus zeigen vier Fenster Heilige 1956 bis 1958.

## Ausstattung
Die neugotischen Altäre schuf der Altarbauer Ludwig Linzinger, der Hochaltar aus 1902 als Pseudoflügelaltar trägt die Statuen Heilige Familie über einem Tabernakel mit Engeln, darüber Gnadenstuhl und zahlreiche Heiligenreliefs, der Altartisch das Relief Letztes Abendmahl.
Die Orgel baute die Oberösterreichische Orgelbauanstalt 1979 in einem teils erneuerten Gehäuse von Albert Mauracher 1914.

## Kriegerdenkmal
Das Kriegerdenkmal nördlich der Kirche schuf der Bildhauer Leopold Neu 1948.